# ایندیو (تگزاس)
ایندیو (به انگلیسی: Indio) یک منطقهٔ مسکونی در ایالات متحده آمریکا است که در تگزاس واقع شده‌است. ایندیو ۵۰ نفر جمعیت دارد.